# Saint-Brice-sur-Vienne
Saint-Brice-sur-Vienne település Franciaországban, Haute-Vienne megyében. Lakosainak száma 1651 fő (2022. január 1.). Saint-Brice-sur-Vienne Brigueuil, Cognac-la-Forêt, Javerdat, Oradour-sur-Glane, Saint-Junien, Saint-Martin-de-Jussac és Saint-Victurnien községekkel határos.

## Népesség
A település népessége az elmúlt években az alábbi módon változott:
| Lakosok száma | 1656 | 1656 | 1683 | 1669 | 1676 | 1682 | 1665 | 1658 | 1651 |
|               | 2013 | 2015 | 2016 | 2017 | 2018 | 2019 | 2020 | 2021 | 2022 |